# 五条為範
五条為範（ごじょう ためのり、元禄元年（1688年）8月29日 - 宝暦4年（1754年）閏2月21日）は、江戸時代中期の公卿。法名は芳山文清。

## 官歴
- 元禄14年（1701年）：文章得業生
- 元禄15年（1702年）：従五位下、侍従
- 宝永元年（1704年）：従五位上
- 宝永3年（1706年）：正五位下
- 宝永5年（1708年）：従四位下
- 正徳3年（1713年）：従四位上、文章博士、少納言
- 正徳5年（1715年）：正四位下、大内記
- 享保4年（1719年）：従三位
- 享保7年（1722年）：右大弁
- 享保8年（1723年）：大蔵卿
- 享保9年（1724年）：正三位、参議、踏歌外弁
- 享保16年（1731年）：権中納言
- 享保19年（1734年）：従二位
- 寛保元年（1741年）：式部大輔
- 延享4年（1747年）：正二位、権大納言
- 宝暦3年（1753年）：出家のため致仕

## 系譜
- 父：五条為房
- 子：五条為成
- 子：園基実
- 子：清岡長香
- 子：桒原長視